# Jaapiella tarbagataica
Jaapiella tarbagataica är en tvåvingeart som beskrevs av Fedotova 1990. Jaapiella tarbagataica ingår i släktet Jaapiella och familjen gallmyggor.
Artens utbredningsområde är Kazakstan. Inga underarter finns listade i Catalogue of Life.